# Birnessita
La birnessita és un mineral de la classe dels òxids que pertany i dona nom al grup de la birnessita. Va ser anomenada en honor de la localitat de Birness, a Escòcia, on va ser descoberta.

## Característiques
La birnessita és un òxid de fórmula química (Na,Ca,K)₀.₆(Mn⁴⁺,Mn³⁺)₂O₄(H₂O)₁.₅. Cristal·litza en el sistema monoclínic poques vegades en plaquetes, de fins a 50 µm; comunament de manera extremadament cristal·lina fina, esferulítica i cel·lular. La seva duresa a l'escala de Mohs és 1,5.
Segons la classificació de Nickel-Strunz, la birnessita pertany a «04.FL: Hidròxids (sense V o U), amb H2O+-(OH); làmines d'octaedres que comparetixen angles» juntament amb els següents minerals: trebeurdenita, woodallita, iowaïta, jamborita, meixnerita, fougerita, hidrocalumita, kuzelita, aurorita, calcofanita, ernienickelita, jianshuiïta, woodruffita, asbolana, buserita, rancieïta, takanelita, cianciul·liïta, jensenita, leisingita, akdalaïta, cafetita, mourita i deloryita.

## Formació i jaciments
La birnessita és un mineral important en molts sòls amb manganès. Pot ser producte d'alteració comú de dipòsits minerals rics en manganès, un component d'òxids de manganès precipitats bacterians, un important component del "vernís del desert" i dels nòduls de manganès marins.
Va ser descoberta a Birness, a Ellon (Buchan Grampian, Escòcia, Regne Unit). També ha estat descrita als oceans Àrtic, Atlàntic i Pacífic, a Alemanya, Austràlia, a Àustria, el Brasil, el Canadà, Dinamarca, Eslovàquia, Espanya, els Estats Units, Finlàndia, França, Grècia, Hongria, l'Índia, Indonèsia, Israel, Itàlia, el Japó, Jordània, el Kazakhstan, Mèxic, Moldàvia, Nova Zelanda, Noruega, Papua-Nova Guinea, Polònia, el Regne Unit, la República Txeca, Romania, Rússia, Sud-àfrica, Suècia, Suïssa, Tonga, Ucraïna, Vanuatu, Xile i la Xina.
Sol trobar-se associada amb altres minerals com: rodonita, rodocrosita, tefroïta, espessartina, al·leghanyita, cummingtonita, òxids de manganès i de ferro i nòduls de carbonat de calci marí.